# 대한민국의 고등학교 과학 교과목
대한민국의 고등학교 과학 교과목은 2015 개정 교육과정을 기준으로 공통 과목(통합과학, 과학탐구실험), 일반 선택 과목(물리Ⅰ, 화학Ⅰ, 생명과학Ⅰ, 지구과학Ⅰ), 진로 선택 과목(물리학Ⅱ, 화학Ⅱ, 생명과학Ⅱ, 지구과학Ⅱ, 과학사, 생활과 과학, 융합과학), 전문 교과 과목으로 구성되는 교과목이다. 특성화 고등학교, 마이스터 고등학교를 제외한 모든 학교에서는 공통 과목을 필수로 이수해야 하며, 나머지는 학교 재량에 의해 과목을 선택할 수 있다.

## 7차 교육과정
7차 교육과정을 기준으로 공통교육과정에 포함되는 과학, 심화선택과목에 속하는 물리Ⅰ·Ⅱ, 화학Ⅰ·Ⅱ, 생물Ⅰ·Ⅱ, 지구과학Ⅰ·Ⅱ, 생활과 과학 등으로 구성되는 교과목이다. 학교에서는 국민 공통 기본 교과인 과학은 계열에 관계없이 이수시켜야 하며, 나머지는 학교 재량에 따라서 교육할 과목을 선택할 수 있다.

### 과학
제7차 교육과정 국민 공통 기본 교과목으로, 심화선택과목인 물리Ⅰ·Ⅱ, 화학Ⅰ·Ⅱ, 생물Ⅰ·Ⅱ, 지구과학Ⅰ·Ⅱ 등을 더욱 쉽게 이해할 수 있게 해주는 교과목.
| 단원        | 내용                                                             | 관련 과학 학문             |
| ----------- | ---------------------------------------------------------------- | -------------------------- |
| 과학의 탐구 | - 과학자가 하는 일 - 과학에서의 탐구 - 과학과 인간생활           |                            |
| 에너지      | - 힘과 에너지 - 전기 에너지 - 파동 에너지 - 에너지의 전환과 보존 | - 고전역학 - 전자기학      |
| 물질        | - 전해질과 이온 - 산과 염기의 반응 - 반응 속도                   | - 무기화학                 |
| 생명        | - 물질 대사 - 자극과 반응 - 생식                                 | - 생화학 - 인간생물학      |
| 지구        | - 지구의 변동 - 대기와 해양 - 태양계와 은하                      | - 기상학 - 해양학 - 천문학 |
| 환경        | - 산성비 - 생물 농축 - 온실 효과 - 소음                          | - 생물환경학               |

### 물리Ⅰ
과학 교과목의 심화 선택 과목. 공통과학의 물리 부분의 심화 과목.
| 단원        | 내용                                                                              | 관련 과학 학문 |
| ----------- | --------------------------------------------------------------------------------- | -------------- |
| 힘과 에너지 | - 속도와 가속도 - 운동의 법칙 - 여러 힘이 작용할 때의 운동 - 운동량 - 일과 에너지 | - 고전역학     |
| 전기와 자기 | - 전압과 전기 저항 - 전류의 열작용 - 전류의 자기작용                              | - 전자기학     |
| 파동과 입자 | - 파동의 발생과 전파 - 파동의 간섭과 회절 - 빛과 물질의 이중성                    | - 양자역학     |

### 물리Ⅱ
과학 교과목의 심화 선택 과목. 물리 I의 심화 과목.
| 단원            | 내용 | 관련 과학 학문      |
| --------------- | --- | ------------------- |
| 운동과 에너지   | - 운동의 기술 - 중력장 내의 운동 - 원운동과 단진동 - 만유 인력에 의한 운동 - 충돌 - 열현상과 기체 분자 운동 - 열역학과 법칙 | - 고전역학 - 열역학 |
| 전기장과 자기장 | - 전기력 - 직류회로 - 자기장 운동 전파 - 교류와 전자기파                                                                    | - 전자기학          |
| 원자와 원자핵   | - 전자와 원자핵의 발견 - 수소 원자모형 - 원자핵의 구성과 핵변환                                                             | - 핵물리학          |

### 화학Ⅰ
과학 교과목의 심화 선택 과목. 공통과학의 화학 부분의 심화 과목.
| 단원               | 내용                                                                            | 관련 과학 학문 |
| ------------------ | ------------------------------------------------------------------------------- | -------------- |
| 물                 | - 물의 성질 - 수용액의 반응 - 물과 우리 생활                                    | - 물리화학     |
| 공기               | - 공기의 성분과 그 이용 - 기체의 성질 - 공기의 오염과 대책                      | - 물리화학     |
| 금속과 그 이용     | - 알칼리 금속과 할로겐 원소 - 금속의 성질과 그 이용 - 금속의 반응성과 우리 생활 | - 무기화학     |
| 주변의 탄소 화합물 | - 탄화수소 - 탄화수소 유도체 - 고분자 화합물                                    | - 유기화학     |
| 생활 속의 화합물   | - 생활 속의 화합물 - 화학의 역할과 과제                                         | - 유기화학     |

### 화학Ⅱ
과학 교과목의 심화 선택 과목. 화학 I의 심화 과목.
| 단원               | 내용                                                                                           | 관련 과학 학문                 |
| ------------------ | ---------------------------------------------------------------------------------------------- | ------------------------------ |
| 물질의 상태와 용액 | - 기체 - 액체와 고체 - 용액과 용액의 농도 - 묽은 용액의 성질                                   | - 물리화학                     |
| 물질의 구조        | - 원자의 구조와 전자 배치 - 원소의 주기율 - 화학 결합 - 분자 모양과 분자간의 힘                | - 물리화학                     |
| 화학 반응          | - 화학 반응과 에너지 - 반응 속도 - 화학 평형 - 산과 염기의 반응 - 산화와 환원 반응 - 전기 화학 | - 물리화학 - 분석화학-전기화학 |

### 생물Ⅰ
과학 교과목의 심화 선택 과목. 공통과학의 생물 부분의 심화 과목.
| 단원                    | 내용 | 관련 과학 학문        |
| ----------------------- | --- | --------------------- |
| 생명 현상의 특성        | - 생명 현상의 특성                                                                                            |                       |
| 영양소와 소화           | - 영양소의 종류와 기능 - 소화 - 영양소의 흡수와 이동 - 음주와 건강                                            | - 생화학 - 인간생물학 |
| 순환                    | - 혈액의 구성과 기능 - 혈액형 - 혈액의 순환 - 조직액과 림프 - 순환기 질병과 건강                              | - 생화학 - 인간생물학 |
| 호흡                    | - 호흡 기관의 구조와 호흡 운동 - 기체의 교환과 운반 - 세포 호흡과 에너지 - 흡연과 건강                        | - 생화학 - 인간생물학 |
| 배설                    | - 배설기관의 구조와 기능 - 배설과 건강                                                                        | - 생화학 - 인간생물학 |
| 자극과 반응             | - 자극의 수용과 감각 기관 - 자극의 전달 - 신경계의 구조와 기능 - 호르몬과 항상성 유지 - 약물의 오,남용과 건강 | - 생화학 - 인간생물학 |
| 생식                    | - 생식 기관의 구조와 기능 - 정자와 난자의 형성 - 생식 주기 - 수정과 발생 - 건전한 성 윤리                     | - 인간생물학          |
| 유전                    | - 유전자와 염색체 - 상염색체에 의한 유전 - 성염색체에 의한 유전 - 염색체 이상                                 | - 유전학              |
| 생명 과학과 인간의 생활 | - 환경 오염 - 생물 자원의 이용과 자연의 보전 - 생명관의 변쳔과 생물학의 발달 - 현대 생물학과 인간의 미래      | - 과학사 - 생명 공학  |

### 생물Ⅱ
과학 교과목의 심화 선택 과목. 생물 I의 심화 과목.
| 단원                 | 내용                                                                | 관련 과학 학문                     |
| -------------------- | ------------------------------------------------------------------- | ---------------------------------- |
| 세포의 특성          | - 세포의 구조와 기능 - 세포막을 통한 물질의 이동 - 효소             | - 세포생물학 - 생화학              |
| 물질대사             | - 광합성과 엽록체 - 광합성 과정 - 유기 호흡 - 무기 호흡             | - 식물학 - 생화학                  |
| 생명의 연속성        | - 세포 분열과 염색체 - 유전 정보의 발현과 조절 - 생명의 기원과 조절 | - 세포생물학 - 유전학 - 진화생물학 |
| 생물의 다양성과 환경 | - 분류의 개요 - 분류의 실제 - 생태계 - 에너지 흐름과 물질 순환      | - 생물분류학 - 생물환경학          |
| 생물학과 인간의 미래 | - 생명 과학                                                         | - 생물정보학                       |

### 지구과학Ⅰ
과학 교과목의 심화 선택 과목. 공통과학의 지구과학 부분의 심화 과목.
| 단원          | 내용                                           | 관련 과학 학문                 |
| ------------- | ---------------------------------------------- | ------------------------------ |
| 하나뿐인 지구 | - 지구의 탐구 - 지구의 구성 - 지구 환경의 변화 | - 지구물리학                   |
| 살아있는 지구 | - 지각변동 - 날씨의 변화 - 해양의 변화         | - 지구물리학 - 기상학 - 해양학 |
| 신비한 우주   | - 천체의 관측 - 태양계 탐사                    | - 천문학                       |

### 지구과학Ⅱ
과학 교과목의 심화 선택 과목. 지구과학 I의 심화 과목.
| 단원                         | 내용                                                                   | 관련 과학 학문        |
| ---------------------------- | ---------------------------------------------------------------------- | --------------------- |
| 지구의 물질과 지각 변동      | - 지각과 지구 내부 - 지구의 역장 - 광물 - 암석 - 지각 변동 - 판 구조론 | - 지질학 - 지구물리학 |
| 대기의 운동과 순환           | - 대기의 안정도 - 대기의 운동 - 태양 복사 에너지 - 대기의 순환         | - 기상학              |
| 해류와 해수의 순환           | - 해류와 해수의 순환 - 해파와 조석                                     | - 해양학              |
| 천체와 우주                  | - 지구의 운동 - 행성의 운동 - 별의 특성 - 팽창하는 우주                | - 천문학              |
| 지질 조사와 우리 나라의 지질 | - 지질 조사와 지질도 - 지질 시대 - 우리나라의 지질                     | - 지질학              |

### 생활과 과학
과학 교과목의 일반 선택 과목. 과학을 생활과 관련하여 배우는 과목.
| 단원        | 내용                                        | 관련 과학 학문 |
| ----------- | ------------------------------------------- | -------------- |
| 건강한 생활 | - 운동과 건강 - 식품과 건강 - 질병과 건강   | - 인간생물학   |
| 안전한 생활 | - 전기와 안전 - 교통과 안전 - 재해와 안전   | - 전자기학     |
| 깨끗한 생활 | - 깨끗한 공기 - 맑은 물 - 좋은 환경         | - 생물환경학   |
| 편리한 생활 | - 정보통신 및 자동화 - 신소재 - 자원의 활용 |                |

### 대학수학능력시험 출제
- 고등학교 과학 - 간접 출제
- 물리 Ⅰ, 물리 Ⅱ, 화학 Ⅰ, 화학 Ⅱ, 생물 Ⅰ, 생물 Ⅱ, 지구과학 Ⅰ, 지구과학 Ⅱ - 과목당 20문항 출제[1]

## 2009년 개정 교육과정

### 과학
물리, 화학, 생물, 지구과학으로 철저히 세분화되어 있던 7차 교육과정의 과학과 달리, 4가지 분야의 과학이 골고루 융합된 형식의 교과목으로 변모하였다.사실 지구과학적 내용이 대다수이다. 통칭 융합형 과학. 그러나 무늬만 융합 교과서라는 비판을 받고 있다.
| 단원        | 내용                                                         | 관련 과학 학문        |
| ----------- | ------------------------------------------------------------ | --------------------- |
| 우주와 생명 | - 우주의 기원과 진화 - 태양계와 지구 - 생명의 진화           | - 천문학 - 진화생물학 |
| 과학과 문명 | - 정보통신과 신소재 - 인류의 건강과 과학기술 - 에너지와 환경 |                       |

### 물리Ⅰ
과학 교과목의 심화 선택 과목. 공통과학의 물리 부분 심화 과목
| 단원            | 내용                                      | 관련 과학 학문                        |
| --------------- | ----------------------------------------- | ------------------------------------- |
| 시공간과 우주   | - 시간, 공간, 운동 - 시공간의 새로운 이해 | - 고전역학 - 상대성 이론 - 입자물리학 |
| 물질과 전자기장 | - 전자기장 - 물질의 구조와 성질           | - 전자기학 - 고체물리학               |
| 정보와 통신     | - 소리와 빛 - 정보의 전달과 저장          | - 파동 - 통신                         |
| 에너지          | - 에너지의 발생 - 힘과 에너지의 이용      | - 핵물리학 - 유체역학 - 열역학        |

### 물리Ⅱ
1.운동과 에너지(고전역학, 열역학)
```
1.힘과 운동:위치벡터, 힘과 운동법칙, 포물선과 원운동, 운동량 보존, 가속좌표계와 관성력, 단진동
2.열에너지:절대온도, 기체운동론, 이상기체 상태방정식, 내부에너지, 열역학 과정, 엔트로피
```

2.전기와 자기(전자기학)
```
1.전하와 전기장:전위, 전기쌍극자, 평행판 축전기, 전기용량, 유전체
2.전류와 자기장:전류에 의한 자기장, 자기선속과 패러데이 법칙, 로렌츠 힘, 자기쌍극자, 자성체, 상호유도, 자체유도, RLC회로
```

3.파동과 빛(파동, 광학)
```
1.파동의 발생과 전달:하위헌스 원리, 정상파와 공명, 굴절과 반사, 회절과 간섭, 도플러 효과와 충격파
2.빛의 이용:거울과 렌즈, 광학기기, 엑스선과 감마선, 마이크로파, 레이저, 편광
```

4.미시세계와 양자현상(양자역학)
```
1.물질의 이중성:플랑크의 양자설, 빛의 입자성, 드브로이 물질파와 입자의 파동성, 전자현미경
2.양자물리:불확정성원리, 슈뢰딩거 방정식, 파동함수, 원자모형, 에너지 준위, 양자터널 효과
```

### 화학Ⅰ
과학 교과목의 심화 선택 과목. 공통과학의 화학 부분 심화 과목
| 단원               | 내용                                                  | 관련 과학 학문      |
| ------------------ | ----------------------------------------------------- | ------------------- |
| 화학의 언어        | - 인류 문명의 발전과 화학 - 물질의 조성과 화학 반응식 | - 무기화학          |
| 개성 있는 원소     | - 원자의 구조 - 주기적 성질                           | - 양자화학          |
| 아름다운 분자 세계 | - 분자 세계의 건축 예술 - 화학 결합 - 분자의 구조     | - 유기화학          |
| 닮은꼴 화학 반응   | - 산화와 환원 - 산과 염기 - 생명 속의 화학            | - 분석화학 - 생화학 |

### 화학Ⅱ
1.다양한 모습의 물질(무기화학)
```
1.물질의 상태:분자간 상호 작용, 기체, 액체와 고체
2.용액:용액의 농도, 묽은 용액의 성질
```

2.물질 변화와 에너지(물리화학)
```
1.반응열:반응열과 엔탈피, 반응열의 측정
2.반응의 자발성:엔트로피, 자유에너지, 자유에너지에 미치는 온도의 영향
```

3.화학 평형(분석화학, 전기화학)
```
1.평형의 원리:화학 평형과 자유에너지, 평형 이동, 용해 평형
2.평형의 이용:산과 염기, 중화반응, 화학 전지, 전기분해
```

4.화학 반응 속도(화학반응속도론)
```
1.반응 속도:반응 속도식과 속도 상수, 반응 속도에 영향을 미치는 요인, 활성화에너지와 반응 메커니즘
2.촉매:촉매의 종류, 촉매의 이용
```

5.인류 복지와 화학
```
1.건강을 지켜주는 의약품
2.환경 오염
3.대체에너지
```

### 생명과학Ⅰ
과학 교과목의 심화 선택 과목. 공통과학의 생명과학 부분의 심화 과목
| 단원                 | 내용                                                          | 관련 과학 학문 |
| -------------------- | ------------------------------------------------------------- | -------------- |
| 생명 과학의 이해     | - 생명 현상의 특성 - 생명체의 구성 체제 - 생명 과학 탐구 과정 | - 세포생물학   |
| 세포와 생명의 연속성 | - 세포와 세포 분열 - 유전                                     | - 유전학       |
| 항상성과 건강        | - 생명 활동과 에너지 - 항상성과 몸의 조절 작용 - 방어 작용    | - 인간생물학   |
| 자연 속의 인간       | - 생태계의 구성과 기능 - 생물의 다양성과 환경                 | - 생태학       |

### 생명과학Ⅱ
1.세포와 물질대사(생화학)
```
1.세포:세포의 발견과 연구, 세포의 구조와 기능, 세포막을 통한 물질의 이동, 효소
2.물질대사:세포 호흡, 발효, 광합성
```

2.유전자와 생명공학(분자생물학)
```
1.유전자:유전 물질, 유전자의 발현
2.생명공학:생명 공학 기술, 생명 공학의 전망과 사회적 책임
```

3.생물의 진화(고생물학, 진화생물학, 계통분류학)
```
1.생물의 기원, 진화
2.생물의 분류와 계통, 다양성
3.개체군의 진화, 종의 분화
```

### 지구과학Ⅰ
과학 교과목의 심화 선택 과목. 공통과학의 지구과학 부분의 심화 과목
| 단원          | 내용                                                | 관련 과학 학문    |
| ------------- | --------------------------------------------------- | ----------------- |
| 소중한 지구   | - 행성으로서의 지구 - 지구의 선물 - 아름다운 한반도 | - 지질학          |
| 생동하는 지구 | - 고체 지구의 변화 - 유체 지구의 변화               | - 지질학 - 해양학 |
| 위기의 지구   | - 환경 오염 - 기후 변화                             | - 대기학          |
| 다가오는 우주 | - 천체 관측 - 우주 탐사                             | - 천문학          |

### 지구과학Ⅱ
1.지구의 구조와 지각의 물질(지구물리학, 광물학, 암석학)
```
1.지각의 내부 구조
2.지각의 물질
```

2.지구의 변동과 역사(과학사, 지질학)
```
1.지구의 변동
2.지구의 역사
3.우리나라의 지질
```

3.대기와 해양의 운동과 상호 작용(대기학, 해양학)
```
1.대기의 안정도
2.대기의 운동
3.대기의 순환
4.해수의 운동과 순환
5.대기와 해양의 상호 작용
```

4.천체와 우주(천문학)
```
1.별의 특성
2.우리은하
3.은하와 우주
```

## 2015 개정 교육과정

### 통합과학
과학 교과목의 공통 과목. 모든 고등학교 학생이 이수하는 과목이다.
| 영역               | 내용                                        |
| ------------------ | ------------------------------------------- |
| 물질과 규칙성      | - 물질의 규칙성과 결합 - 자연의 구성 물질   |
| 시스템과 상호 작용 | - 역학적 시스템 - 지구 시스템 - 생명 시스템 |
| 변화의 다양성      | - 화학 변화 - 생물다양성과 유지             |
| 환경과 에너지      | - 생태계와 환경 - 발전과 신재생에너지       |

### 과학탐구실험
과학 교과목의 공통 과목.
| 영역                | 내용                               |
| ------------------- | ---------------------------------- |
| 역사 속의 과학 탐구 | - 과학의 본성 - 과학자의 탐구 방법 |
| 생활 속의 과학 탐구 | - 과학적 태도 - 과학 탐구의 과정   |
| 첨단 과학 탐구      | - 과학의 응용                      |

### 물리학Ⅰ
과학 교과목의 일반 선택 과목.
| 영역        | 내용                                 |
| ----------- | ------------------------------------ |
| 힘과 운동   | - 시공간과 운동 - 힘 - 역학적 에너지 |
| 전기와 자기 | - 전기 - 자기                        |
| 열과 에너지 | - 에너지 전환                        |
| 파동        | - 파동의 성질                        |
| 현대 물리   | - 빛과 물질의 이중성                 |

### 물리학Ⅱ
과학 교과목의 진로 선택 과목.
| 영역        | 내용                                    |
| ----------- | --------------------------------------- |
| 힘과 운동   | - 시공간과 운동 - 힘                    |
| 전기와 자기 | - 전기 - 자기                           |
| 열과 에너지 | - 에너지 전환                           |
| 파동        | - 파동의 성질                           |
| 현대 물리   | - 빛과 물질의 이중성 - 미시 세계의 운동 |

### 화학Ⅰ
과학 교과목의 일반 선택 과목.
| 영역        | 내용                           |
| ----------- | ------------------------------ |
| 물질의 구조 | - 물질의 구성 입자 - 화학 결합 |
| 물질의 변화 | - 화학 반응 - 에너지 출입      |

### 화학Ⅱ
과학 교과목의 진로 선택 과목.
| 영역        | 내용                      |
| ----------- | ------------------------- |
| 물질의 성질 | - 물질의 상태             |
| 물질의 변화 | - 화학 반응 - 에너지 출입 |

### 생명과학Ⅰ
과학 교과목의 일반 선택 과목.
| 영역                   | 내용                          |
| ---------------------- | ----------------------------- |
| 생명과학과 인간의 생활 | - 생명과학의 특성과 발달과정  |
| 생물의 구조와 에너지   | - 동물의 구조와 기능          |
| 항상성과 몸의 조절     | - 자극과 반응 - 방어 작용     |
| 생명의 연속성          | - 생식 - 유전 - 진화와 다양성 |
| 환경과 생태계          | - 생태계와 상호 작용          |

### 생명과학Ⅱ
과학 교과목의 진로 선택 과목.
| 영역                   | 내용                                                    |
| ---------------------- | ------------------------------------------------------- |
| 생명과학과 인간의 생활 | - 생명과학의 특성과 발달과정 - 생명 공학기술            |
| 생물의 구조와 에너지   | - 생명의 화학적 기초 - 생명의 구성 단위 - 광합성과 호흡 |
| 생명의 연속성          | - 생식 - 유전 - 진화와 다양성                           |

### 지구과학Ⅰ
과학 교과목의 일반 선택 과목.
| 영역        | 내용                                                               |
| ----------- | ------------------------------------------------------------------ |
| 고체 지구   | - 판구조론 - 지구 구성 물질 - 지구의 역사                          |
| 대기와 해양 | - 해수의 성질과 순환 - 대기의 운동과 순환 - 대기와 해양의 상호작용 |
| 우주        | - 별의 특성과 진화 - 우주의 구조와 진화                            |

### 지구과학Ⅱ
과학 교과목의 진로 선택 과목.
| 영역        | 내용                                                           |
| ----------- | -------------------------------------------------------------- |
| 고체 지구   | - 지구계와 역장 - 판구조론 - 지구 구성 물질                    |
| 대기와 해양 | - 해수의 성질과 순환 - 대기의 운동과 순환                      |
| 우주        | - 태양계의 구성과 운동 - 별의 특성과 진화 - 우주의 구조와 진화 |

### 과학사
과학 교과목의 진로 선택 과목.
| 영역                | 내용                                                              |
| ------------------- | ----------------------------------------------------------------- |
| 과학이란 무엇인가?  | - 과학의 본성 - 과학에 대한 철학적 접근 - 과학에 대한 역사적 접근 |
| 서양 과학사         | - 고대 및 중세의 과학 - 과학 혁명 - 근대의 과학 - 현대의 과학     |
| 동양 및 한국 과학사 | - 동양 과학사 - 한국 과학사                                       |
| 과학과 현대 사회    | - 과학과 사회의 관계                                              |

### 생활과 과학
과학 교과목의 진로 선택 과목.
| 영역          | 내용                             |
| ------------- | -------------------------------- |
| 건강한 생활   | - 건강 - 식품                    |
| 아름다운 생활 | - 미용 - 의복                    |
| 편리한 생활   | - 건축 - 교통                    |
| 문화 생활     | - 스포츠, 미술, 음악 - 종합 예술 |

### 융합과학
과학 교과목의 진로 선택 과목
| 영역                   | 내용                                                                    |
| ---------------------- | ----------------------------------------------------------------------- |
| 우주의 기원과 진화     | - 우주의 기원 - 빅뱅과 기본 입자 - 원자의 형성 - 별과 은하              |
| 태양계와 지구          | - 태양계의 형성 - 태양계의 역학 - 행성의 대기 - 지구                    |
| 생명의 진화            | - 생명의 탄생 - 생명의 진화 - 생명의 연속성                             |
| 정보 통신과 신소재     | - 정보의 발생과 처리 - 정보의 저장과 활용 - 반도체와 신소재 - 광물 자원 |
| 인류의 건강과 과학기술 | - 식량 자원 - 과학적 건강관리 - 첨단 과학과 질병치료                    |
| 에너지와 환경          | - 에너지와 문명 - 탄소 순환과 기후 변화 - 에너지 문제와 미래            |

### 전문 교과 과목
고급 물리학, 고급 화학, 고급 생명과학, 고급 지구과학, 물리학 실험, 화학 실험, 생명과학 실험, 지구과학 실험, 과학과제연구, 생태와 환경, 융합과학탐구, 정보과학

## 같이 보기
- 대한민국의 고등학교 교과목